# 錦江湾 (小惑星)
錦江湾（きんこうわん、14446 Kinkowan）は、小惑星帯に位置する小惑星である。1992年10月31日に鹿児島市において向井優と武石正憲が共同で発見した。
中央に桜島が位置する鹿児島県の錦江湾にちなんで命名された。